# Graukarte

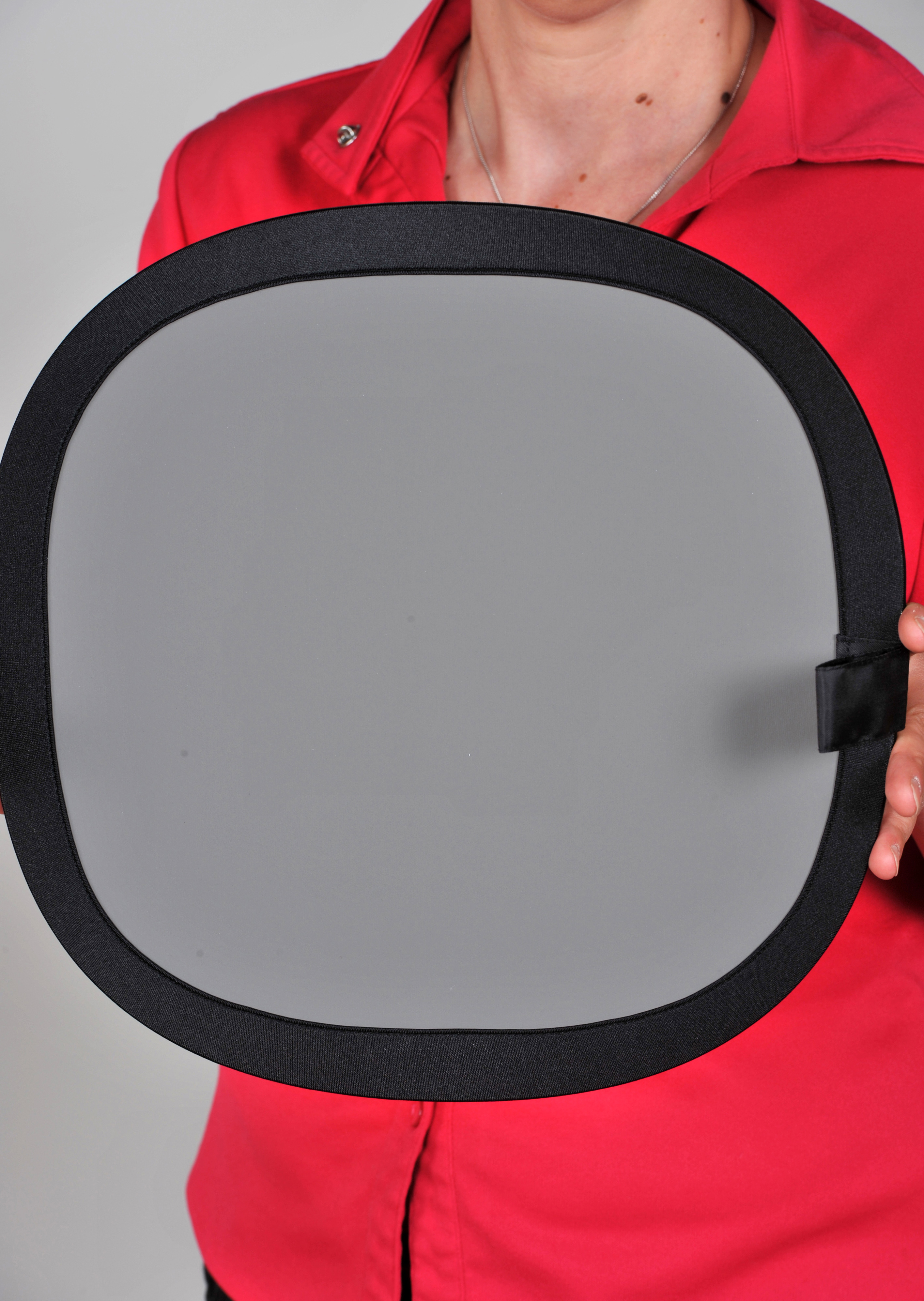
Graukarte

Eine Graukarte dient in der Fotografie zur Kalibrierung der Belichtung. Es ist meist ein kräftiger Karton oder ein Schild aus Kunststoff, der auf der einen Seite neutralgrau und auf der anderen weiß eingefärbt ist. Die graue Seite reflektiert etwa 18 Prozent und die weiße etwa 90 Prozent des darauf fallenden Lichts. Die beiden Seiten werden mit Metamerie-freien Farben beschichtet, damit man auch bei Beleuchtungsquellen mit unterschiedlicher Farbtemperatur (Tageslicht, Leuchtstofflampen, Glühlampen) denselben Reflexionsgrad erhält. (Zur Belichtungsmessung kann ersatzweise die Handfläche als Graukarte benutzt werden. Dabei ist zu berücksichtigen, dass die Messung einen um eine Blende höheren Wert, z. B. Zone 6 statt Zone 5, ergibt, als auf eine „echte“ Graukarte gemessen.)
Grau, mit dem exakten Wert von 17,68 Prozent Reflexion, entspricht dem logarithmischen Mittel des abbildbaren Kontrastumfangs von 1,50 log D Dichte für Fotopapier (als Verhältnisangabe 1:32), das sind also genau 0,75 log D.
Anschaulich: mittleres Grau bei 18 %:
Siehe auch Zonensystem
Absteigend von Zone X mit 100 % Helligkeit wird absteigend in 11 Zonen bis I… und 0 eingeteilt.
Es ist jeweils Faktor {\displaystyle 1/{\sqrt {2}}} in der Intensität weniger zu der jeweilig niederen Zone Unterschied.
(oder Faktor 50 % für zwei Stufen)

| Zone | Intensität |
| ---- | ---------- |
| X    | 100,00 %   |
| IX   | 70,71 %    |
| VIII | 50,00 %    |
| VII  | 35,36 %    |
| VI   | 25,00 %    |
| V    | 17,68 %    |
| IV   | 12,50 %    |
| III  | 8,84 %     |
| II   | 6,25 %     |
| I    | 4,42 %     |
| 0    | 3,13 %     |

Stufe V ist genau in der Mitte und daher mit 17,68 % gerundet 18 %
Nahezu alle Belichtungsmesser sind so kalibriert, dass sie Einstellwerte liefern, die für eine Szene mit durchschnittlicher Helligkeitsverteilung gelten. Aus der Helligkeitsverteilung im Motiv wird immer ein integraler Wert ermittelt.

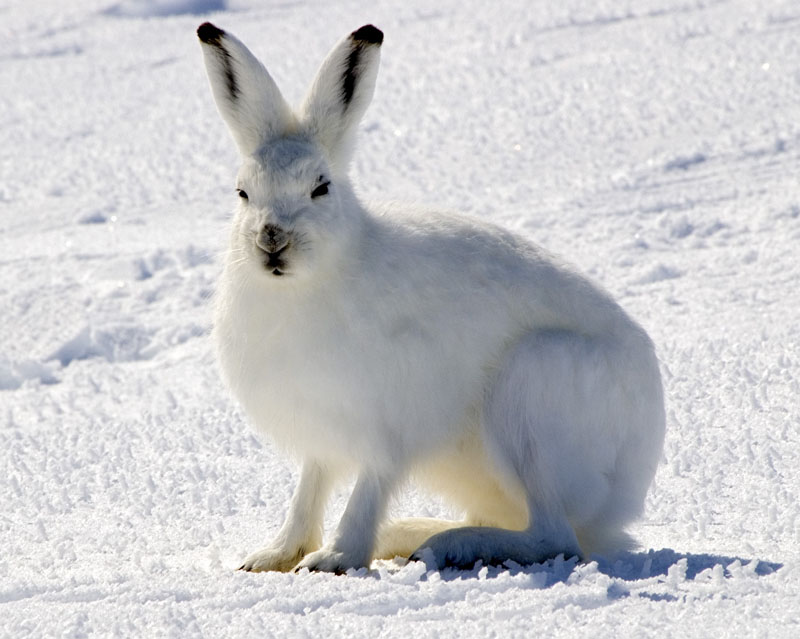
Überdurchschnittlich helles Motiv

Ist jedoch ein Motiv (Fotografie) nicht durchschnittlich (z. B. weißer Hase im Schnee oder ein fast schwarzes Objekt vor schwarzem Hintergrund), müssen die Werte korrigiert werden, weil es sonst zu Fehlmessungen kommt und das entstehende Foto nicht der Lichtsituation der Szene entspricht. Im Falle des weißen Hasen im Schnee würde die Aufnahme unterbelichtet, da der Belichtungsmesser die Belichtung auf einen Wert für eine Szene mittlerer Helligkeit reduziert. Das Ergebnis wäre ein „grauer Hase“ vor „grauem Schnee“.
Mittels einer Graukarte kann dieser Fehler ausgeglichen werden, indem man sie möglichst nahe am Objekt platziert und die Karte mit dem Belichtungsmesser vollformatig anmisst (Objektmessung). Diese Messung sollte diffus geschehen. Dies erreicht man durch Unscharfstellung. Alternativ würde die Belichtungsmessung per Lichtmessung (Handbelichtungsmesser mit aufgesetzter (Diffusor-)Kalotte in Richtung der Kamera bzw. „vom Motiv weg“ gemessen) nahezu den gleichen Belichtungswert liefern. Es bliebe beim „weißen Hasen im Schnee“.
Ein weiteres Hilfsmittel für sehr präzise Belichtungsmessung ist ein Spotbelichtungsmesser, mit Messwinkeln – je nach Bauart – zwischen 1° und 10°.

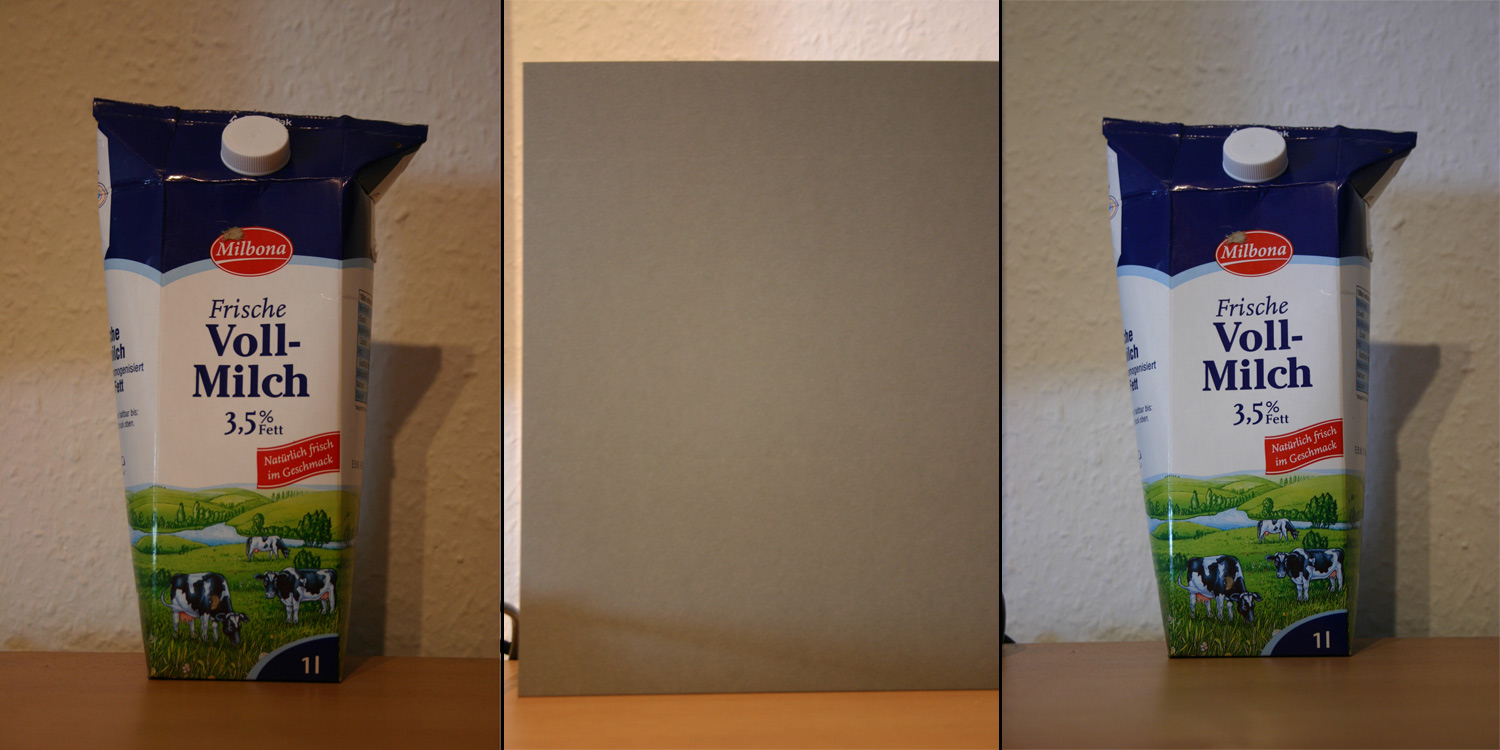
Im ersten Bild ist eine unter Kunstlicht aufgenommene Milchtüte mit verfälschten Farben zu sehen. Im zweiten Bild wurde in gleicher Lichtsituation vor die Milchtüte eine Graukarte zum manuellen Weißabgleich positioniert. Nachdem die Kamera entsprechend kalibriert wurde, ist im dritten Bild eine korrekte Farbgebung zu erkennen.

## Weißabgleich und Farbstichigkeit
In der Digitalfotografie kann die Graukarte auch zum Weißabgleich verwendet werden, wenn die Graukarte mit einer  Metamerie-freien Farbe beschichtet ist; d. h., sie muss auch bei unterschiedlichen Lichtarten bzw. -farben stets farbneutral bleiben. Jede mit einer solchen Graukarte aufgenommene Lichtsituation kann hinsichtlich des manuellen Weißabgleichs sehr gut nachgearbeitet werden. Die Karte dient der Bildbearbeitungssoftware dabei als Referenz zur Bestimmung der Farbtemperatur des Lichts.

### Farbgraukarte
Bei der Farbgraukarte sind zusätzlich zwei Dichtefelder und sechs Farbfelder mit definierten minimal abweichenden Farbdichten (0,05 D) aufgebracht. Dadurch wirkt die Karte wie eine Ampel. Das erleichtert die Farbstichbeurteilung bei Farb-Fehlsichtigkeit, Ausdrucken, computergestützter Bildbearbeitung oder z. B. bei Übermüdung im Labor. Sind auf der einen Seite zwei Felder nicht so gut zu erkennen, so ist gegenüberliegend das konträre Feld stärker zu sehen oder umgekehrt.
Es müssen immer alle Felder gleich gut zu sehen sein. Wenn nicht, liegt ein Farbstich vor, oder der aufnehmende Film weist eine Sensibilisierungslücke auf und ist ungeeignet.

## Ähnlichkeiten
Zur Einstellung von Bildschirmen wird eine Monitorkalibrierung mit einem sogenannten „Target“ durchgeführt.